# ニューヨーク公共図書館とブライアント・パーク
ニューヨーク公共図書館とブライアント・パーク（ニューヨークこうきょうとしょかんとブライアント・パーク、英：New York Public Library and Bryant Park）はニューヨーク公共図書館本館とブライアント・パークの接続部である。

## 歴史
公共図書館本館とブライアント・パークの敷地は、かつて独立革命戦争の犠牲者の埋葬地として使われた後クロトン配水池として使われていた。

## 国定歴史登録財
この接続部は1966年10月15日にアメリカ合衆国国家歴史登録財に登録された。なお、同日登録された"ニューヨーク公共図書館"と違い、こちらはニューヨーク公共図書館本館のみが対象となった。登録番号は66000546である。